# 1043
 Năm 1043 là một năm trong lịch Julius. 